# Pietat Negra
En l'univers fictici de DC Comics, la Pietat Negra (Clemència negra en altres traduccions) és una flor parasitària extraterrestre que, a l'unir-se al seu hoste, es protegeix de ser eliminada proporcionant-li la il·lusió que la realitat és la que aquest sempre havia volgut. Mongul la va utilitzar contra Superman en la història "Per a l'home que ho té tot", tant en el còmic com en l'adaptació animada en un episodi de Lliga de la Justícia Il·limitada.